# Myriam Thys
Myriam Thys (Merksem, 12 februari 1961) is een Vlaams actrice, theater- en operaregisseur, reisjournalist en fotograaf.
Thys studeerde in 1980 af aan het RITCS als theaterregisseur en begon een carrière in het theater als regisseur en af en toe als actrice. Theatergroepen waarmee ze samenwerkte waren onder meer Theater Vertikaal en Zwarte Komedie. Ze regisseerde ook opera, "Flamma Flamma, the Fire requiem" met muziek van Nicholas Lens en teksten van diplomaat-schrijver Herman Portocarero kreeg veel aandacht.
In 1983 debuteerde ze op televisie met een van de hoofdrollen in de komische televisieserie PVBA Elektron. Als Viona Vennoot met de warrige hoogopgestoken zwarte haardos speelde ze tegen de meer ervaren Frank Dingenen (Arthur Aanspraakmakers) en samen met andere debutanten als Dirk Roofthooft (Bert Beperkt) en Jo Van Damme (Peter Persoons). Strikt gezien was PVBA Elektron een rubriek in het programma Elektron van Bart Peeters. Ook zetelde ze als panellid in 1984 in de quiz Namen Noemen gepresenteerd door Kurt Van Eeghem samen met onder meer Brigitte Raskin, Daniël Van Avermaet en Jean Blaute. Uit die tijd dateren ook imitaties op televisie van onder andere Sue Ellen (Dallas), koningin Fabiola en Wendy Van Wanten.
Van 1986 tot 1988 werd ze panellid van het radioprogramma De taalstrijd waar ze wekelijks op de toenmalige radiozender BRT 1 onder de leiding van Daniël Van Avermaet in het panel zat samen met Guy Mortier en Mark Uytterhoeven en een gastpanellid om "een vrolijk gevecht met het Nederlands" aan te gaan. Producer was Paul Jacobs.
Thys was ook een panellid in de eerste drie afleveringen van het eerste seizoen van De Drie Wijzen dat op 3 januari 1989 werd gestart. Oorspronkelijk moest dit programma van producer Bart De Prez de televisie-versie van het radioprogramma De Taalstrijd worden. Die eerste afleveringen van het eerste seizoen bestond de cast uit het Taalstrijd-team: presentatie door Daniël Van Avermaet, met Myriam Thys, Guy Mortier en Mark Uytterhoeven in het "panel van wijzen", maar al snel bleek dat de vlotte en scherpe humor van een radioprogramma niet zonder meer kon gereproduceerd worden in een televisieformaat.
Paul Jacobs en Daniël Van Avermaet maakten in 1991-1992 op het eerste radionet een opvolger van De Taalstrijd met De Perschefs waar Myriam Thys terug opdook als panellid.
In 2000 had ze een gastrol als nieuwslezeres in de langspeelfilm Iedereen beroemd! van Dominique Deruddere. 
In 2004 sprak Thys de Vlaamse stem in van Honey Best in Pixar-animatiefilm The Incredibles uit 2004.
Myriam Thys reist als reisjournalist en fotograaf, voor o.a. Roularta, de Persgroep en Sanoma, al sinds '89 de hele wereld rond (meer dan 135 landen) en heeft samen met W. Gladines sinds 2014 een reisblog. 